# 匙叶芫花
匙叶芫花（学名：Laplacea cochlearifolia）是山茶科南美大头茶属的植物，为中国的特有植物。分布在中国大陆的四川等地，生长于海拔1,200米的地区，多生长于崖柏林下，目前尚未由人工引种栽培。